# 司徒俊葱
司徒俊葱（？—？），中国政治人物，中国致公党早期领导人，曾任美洲致公堂監督、中国致公党第四届中央委员会主席团主席、第五届中央委员会副主席。

## 經歷
1931年8月，司徒俊葱代表驻美洲致公党（致公总堂）赴香港参加在香港召开的五洲致公团体恳亲大会，并与陈炯明等各地致公党同仁一起参加了中国致公党全党代表大会及中国致公党中央党部成立。1945年担任中國洪門致公黨總理。